# Скопление Персея
Скопление Персея (Abell 426, Per XR-1) — скопление галактик в созвездии Персей. Оно удаляется от нас со скоростью 5366 км/с. Это один из самых массивных объектов во Вселенной, содержащий тысячи галактик в огромном облаке газа температурой в миллионы градусов.

## Рентгеновское излучениескопления
Обнаружение рентгеновских выбросов из Per XR-1 произошло во время полета ракеты Aerobee 1 марта 1970 года, о том что источник может быть связан с NGC 1275 (Per A, 3C-84) было сообщено в 1971 году. Более подробные наблюдения со спутника Ухуру подтвердили ранее обнаруженное и связали источник со скоплением Персея. Per X-1 (0316+41) — скопление галактик, так же обозначаемое как Скопление Персея, Abell 426 или NGC 1275.
Скопление галактик Персея — самое яркое из подобных скоплений на небе в рентгеновском диапазоне.
Скопление содержит радиоисточник 3C 84, который испускает пузыри релятивистской плазмы в центр скопления. Они видны как отверстия в рентгеновском изображении, поскольку выталкивают рентгено-активный газ. Они известны как радиопузыри, потому что наблюдаются как излучатели радиоволн за счет релятивистских частиц в пузыре. Галактика NGC 1275 расположена в центре скопления, где рентгеновское излучение является наиболее ярким.
В 2003 году астрономы обнаружили в скоплении волны, которые, по-видимому, создаются раздуванием пузырей релятивистской плазмы в активном ядре галактики NGC 1275 в центре скопления. На снимках, сделанных с помощью рентгеновский обсерватории «Чандра», они видны как рябь в полосе рентгеновского излучения, так как яркость рентгеновских лучей сильно зависит от плотности плазмы.